# Clarissa Davis
Clarissa Glennet Davis (nacida el 4 de julio de 1967 en San Antonio, Texas) es una exjugadora de baloncesto estadounidense. Consiguió 1 medalla de bronce con Estados Unidos en los Juegos Olímpicos de Barcelona 1992 y un campeonato del mundo en el mundial de la Unión Soviética 1986.